# Ventspils
Ventspils ( výslovnost, česky také Vindava, německy Windau, polsky Windawa) je významné přístavní město v severozápadní části Lotyšska u ústí řeky Venty do Baltského moře. Žije zde přibližně 38 000 obyvatel.
Lotyšský název města – v překladu Ventský hrad – je odvozen od zdejšího hradu Řádu německých rytířů a je ženského rodu (stejně jako všechna lotyšská města), v češtině se používá mužský rod. Znak města patří k nejstarším heraldickým symbolům lotyšských měst, základní elementy pocházejí z období Livonska (13.–16. st.). 29. března 1989 byl rozhodnutím městské rady obnoven historický znak z roku 1925 a vznikla potřeba vytvořit také vlajku.

## Doprava
Ve městě se nachází druhý největší lotyšský přístav, který je strategickým tranzitním uzlem mezi Evropskou unií a Společenstvím nezávislých států. Přístav v zimě nezamrzá. Hlavním přepravním artiklem jsou chemikálie, ropa, chlorid draselný, uhlí, obilí a další nerostné suroviny. Zisky z přístavních služeb učinily z Ventspils nejbohatší město v zemi. Ve městě se nachází mezinárodní letiště, jedno ze tří v zemi.

## Sport
- BK Ventspils - basketbalový klub
- FK Ventspils - fotbalový klub

## Geografie
Město se rozkládá na 58 km2, z nichž 38 % pokrývají lesy, parky a vodstvo. Pobřeží patřící k Ventspilsu je 14 km dlouhé, podél moře je zóna písečných dun. Ventspilská pláž byla v roce 1999, jako první v Pobaltí, oceněna prestižní Modrou vlajkou.

## Demografie
Ventspils je s 38 562 obyvateli 6. největší lotyšské město. Podle údajů z roku 2018 tvoří Lotyši 57 % obyvatelstva, Rusové představují dodnes nezanedbatelnou menšinu 27 %. Další národnosti: Ukrajinci 4,4 %, Bělorusové 4,2 %, Romové 2,1 %, Poláci 1 %, ostatní 4,2 %.

## Partnerská města
- Lorient, Francie, 1974
- Västervik, Švédsko, 1989
- Stralsund, Německo, 1992
- Polock, Novopolock, Bělorusko, 2008
- Ning-po, Čína, 2014